# 高貝里及伊斯靈頓站
高貝里及伊斯靈頓站（英語：Highbury & Islington station）是英國倫敦地鐵維多利亞線、倫敦地上鐵（東倫敦線及北倫敦線）和英國國家鐵路北城市線的鐵路轉乘站，位於北倫敦伊斯靈頓區。本站共有八個月台。本站屬於倫敦軌道運輸第2收費區。

## 歷史

### 北倫敦鐵路站

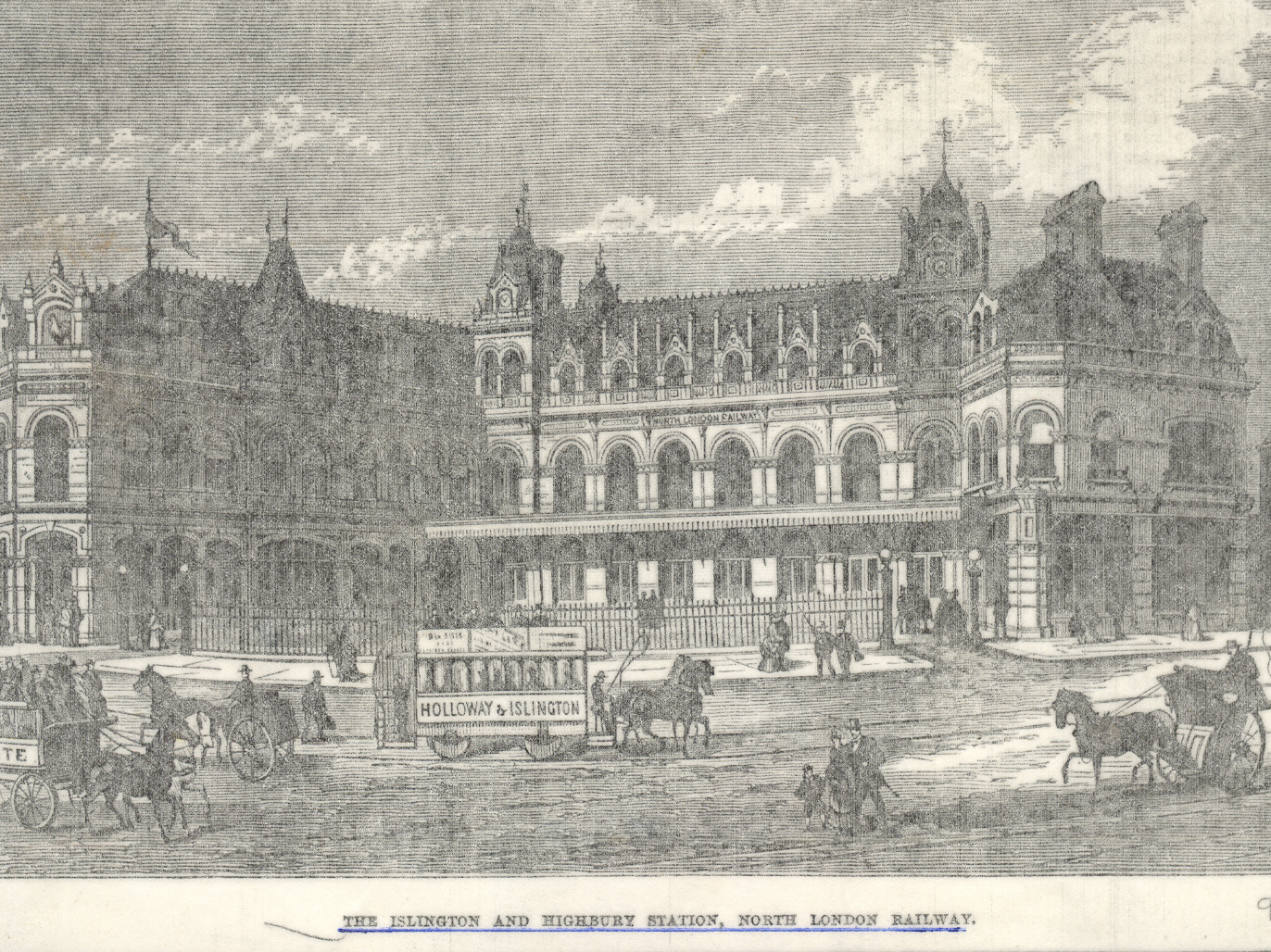
1873年時的本站站房

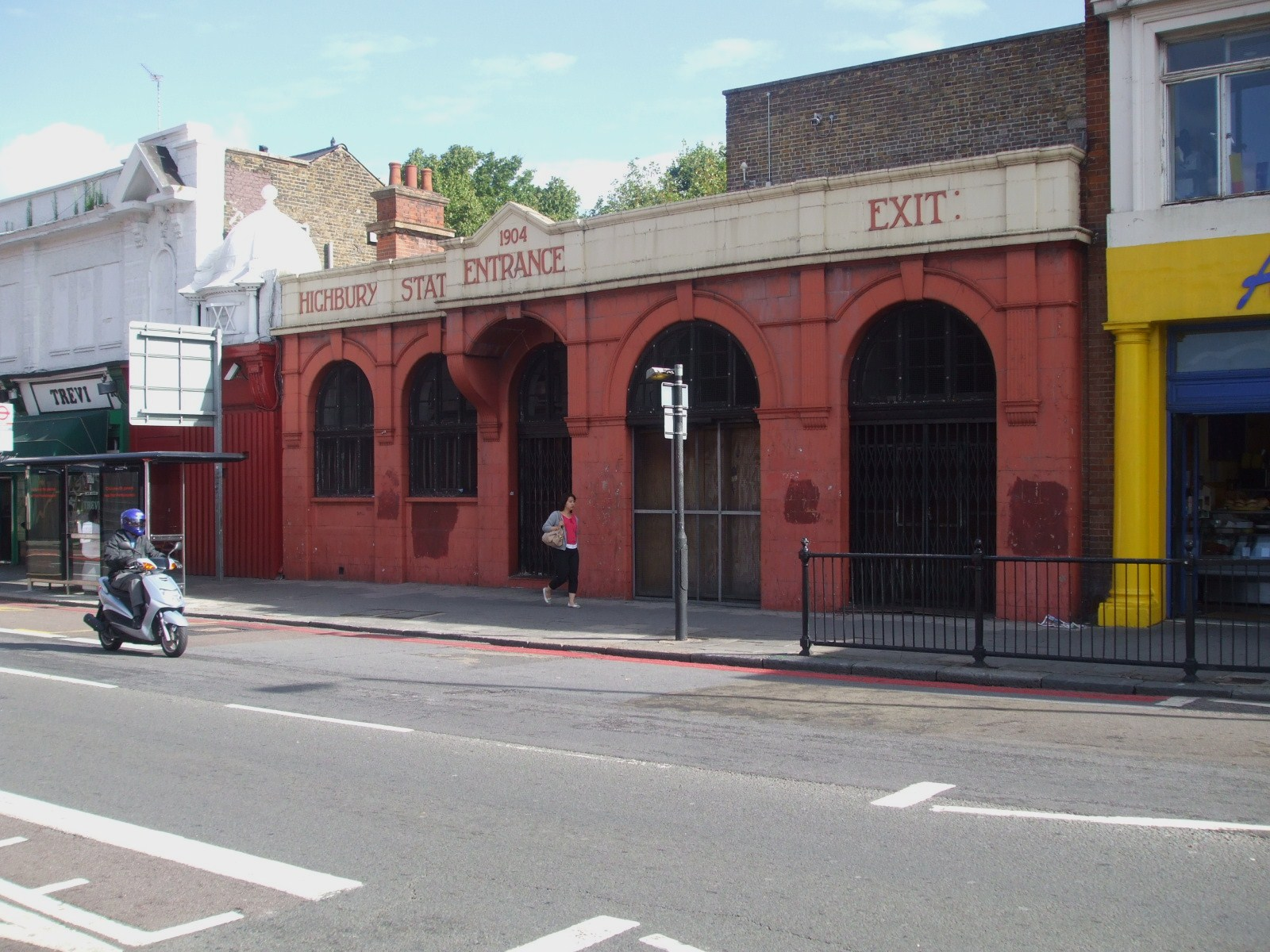
1904年落成的大北方及城市鐵路（GN&CR）站房

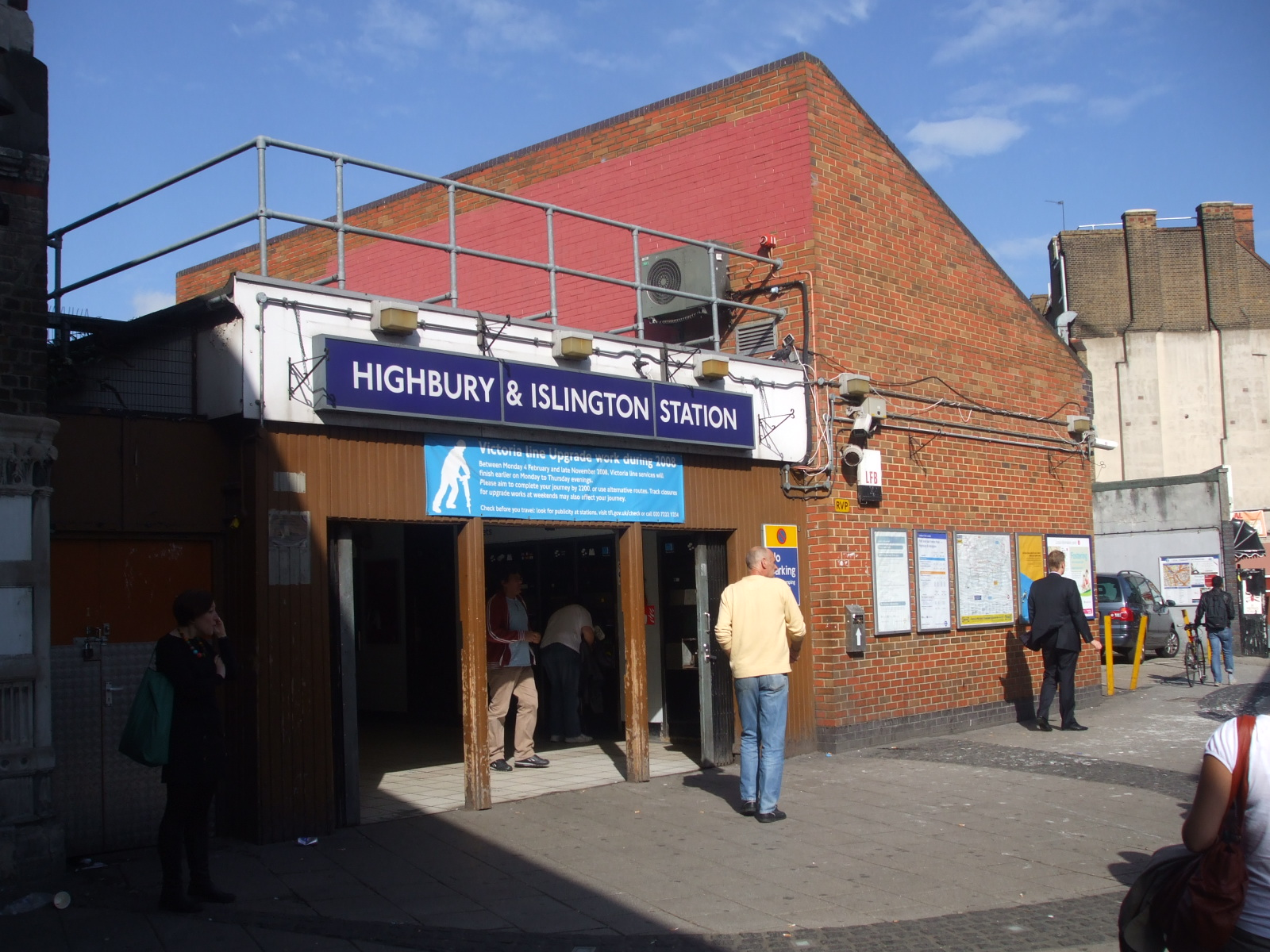
於1960年代落成的現有站房

1850年9月26日，北倫敦鐵路（NLR）開設了伊斯靈頓站，車站建築帶有哥德復興式風格，並設有前院。伊斯靈頓站重建後，於1872年7月1日被改名為高貝里及伊斯靈頓站。
1944年6月27日，此站站房遭受一枚V-1飛彈破壞。儘管如此，該站房的主體建築於戰後恢復運作。1960年代該站房於維多利亞線建造工程被拆除。

### 大北方及城市鐵路站
1904年6月28日，大北方及城市鐵路（GN&CR）於芬斯伯里公園和沼澤門之間設立了地下車站，並於霍洛威路對面設立地面站房。此地下車站最初被命名為高貝里站，於1922年7月20日改名為高貝里及伊斯靈頓站。1913－1933年間，此站曾由大都會鐵路管理。1933年，大北方及城市鐵路被改稱北城市線，改由倫敦客運委員會管理，並成為倫敦地鐵的一部分。
1970年，北城市線於芬斯伯里公園重新連接東海岸主線後，倫敦地鐵於1975年10月結束營運北城市線。英國鐵路則於1976年8月開始於北城市線提供前往韋林花園市或哈特福北（部分班次延長至斯蒂夫尼奇 / 希欽 / 萊奇沃思）的城際列車服務。本站亦因此重新提供城際列車服務。

### 維多利亞線建造工程與後續發展
現有的單層站房始建於1960年代，並於1968年9月1日維多利亞線北段通車時啟用。此站房成為了前往所有月台（包括地下月台）的入口。維多利亞線建造工程時，為了讓乘客於本站能順向跨月台轉乘維多利亞線和北城市線，北城市線原有的北行月台被更改為維多利亞線的南行月台。工程亦為北城市線和維多利亞線分別建設了北行月台，兩線月台為島式月台設計，月台間亦設有跨月台轉乘通道。
當連接大堂和地下月台的扶手電梯啟用後，原本由大北方及城市鐵路興建的站房就被停用。該站房現時被用作容納維多利亞線的信號系統設施，其已停用的出入口曾於2006年獲翻新。
2000年至2002年間，盎格利亞鐵路公司曾經營稱為倫敦交叉連線（London Crosslink）的列車服務。該列車來往諾里奇和貝辛斯托克（經斯特拉福德），並停靠本站。
2010年2月至5月期間，北倫敦線福音橡至斯特拉福德段曾停駛，以安裝新信號系統及延長沿線車站月台。停駛期間，本站亦展開大堂擴闊工程，並於大堂與倫敦地上鐵月台間增設無障礙通道。北倫敦線上述路段於2010年6月1日重開。此外，倫敦交通局亦於達爾斯頓交匯站以北重新興建東倫敦線與北倫敦線的連接線。連接線落成後，本站於2011年2月28日起增設東倫敦線列車服務。
2016年8月19日，倫敦地鐵開始逢週五、六晚上於維多利亞線運行通宵列車，本站首次有通宵列車服務。2018年2月23日起，倫敦地上鐵東倫敦線（達爾斯頓交匯—新十字門）的通宵列車服務擴展至卡農伯里站和本站。
2020年3月20日，維多利亞線及東倫敦線的通宵列車服務因2019冠狀病毒病疫情而暫停 。維多利亞線的通宵列車服務於2021年11月重開；東倫敦線的通宵列車服務則於同年12月21日重開。

## 月台
本站一共有8個月台，其中1、2、7、8號月台為地面月台，其餘為地下月台。維多利亞線和北城市線月台設有順向跨月台轉乘設計。
- 1號月台 – 倫敦地上鐵東倫敦線，往水晶宮
- 2號月台 – 倫敦地上鐵東倫敦線，往西克羅伊登 / 克拉珀姆交匯
- 3號月台 – 維多利亞線北行
- 4號月台 – 北城市線北行
- 5號月台 – 維多利亞線南行
- 6號月台 – 北城市線南行
- 7號月台 – 倫敦地上鐵北倫敦線西行
- 8號月台 – 倫敦地上鐵北倫敦線東行

## 列車服務

### 英國國家鐵路
在非繁忙時間，大北方列車於本站的班次（每小時）為：
- 4班 南行 往沼澤門
- 2班 北行 往韋林花園市
- 2班 北行 往斯蒂夫尼奇 （經 哈特福北）

### 倫敦地上鐵
在非繁忙時間，北倫敦線列車於本站的班次（每小時）為：
- 4班 西行 往列治文
- 4班 西行 往克拉珀姆交匯
- 8班 東行 往斯特拉福德

北倫敦線的西行列車交替以列治文或克拉珀姆交匯站作總站。
在非繁忙時間，東倫敦線列車於本站的班次（每小時）為：
- 4班 南行 往水晶宮
- 4班 南行 往西克羅伊登

東倫敦線的南行列車交替以水晶宮或西克羅伊登站作總站。此外，在清晨及深宵時分，東倫敦線個別班次會以克拉珀姆交匯站為總站。

### 倫敦地鐵
在非繁忙時間，維多利亞線列車班次為約2-3分鐘一班。

### 通宵列車
維多利亞線全線及東倫敦線（高貝里及伊斯靈頓—新十字門）於週五、週六晚上均設有通宵列車服務。維多利亞線通宵列車為每10分鐘1班，東倫敦線則為每15分鐘1班。

## 接駁交通
倫敦巴士4、19、30、43、271、393號及通宵路線N19、N41號線均服務本站。